# Block Buster!
«Block Buster!» (también llamado «Blockbuster») es una canción de la banda británica de glam rock Sweet. Fue lanzada como sencillo en el año 1973, e incluida meses después en el álbum recopilatorio The Sweet del mismo año. Esta canción es uno de los mayores éxitos de Sweet, siendo su único tema en haber alcanzado el puesto número 1 en la lista de éxitos del Reino Unido. Fue escrita originalmente por el dúo de compositores Mike Chapman y Nicky Chinn, e interpretada por Sweet.

## Posición en listas
| Listas (1973)                          | Posición más alta |
| -------------------------------------- | ----------------- |
| Alemania (Media Control Singles Chart) | 1                 |
| Australia (Kent Music Report)          | 29                |
| Austria (Ö3 Austria Top 40)            | 1                 |
| Bélgica (Ultratop Singles Chart)       | 1                 |
| Estados Unidos (Billboard Hot 100)     | 73                |
| Países Bajos (Dutch Singles Chart)     | 1                 |
| Reino Unido (UK Singles Chart)         | 1                 |
| Sudáfrica (Springbok Radio)            | 7                 |
| Suiza (Swiss Singles Chart)            | 3                 |

## Personal
- Brian Connolly – voz principal.
- Steve Priest – voz principal y coros, bajo.
- Andy Scott – guitarra eléctrica y sintetizador, coros.
- Mick Tucker – batería, percusión.

## En otros medios
La canción forma parte de la banda sonora de la película del 2000 Gangster No. 1.